# 盧克·沃伊特
路易斯·林伍德·沃伊特三世（英語：Louis Linwood Voit III，1991年2月13日—），為美國職棒大聯盟的一壘手，目前為自由球員。他先前曾效力過紅雀、洋基、教士、國民與釀酒人等隊。

## 職業生涯

### 聖路易紅雀

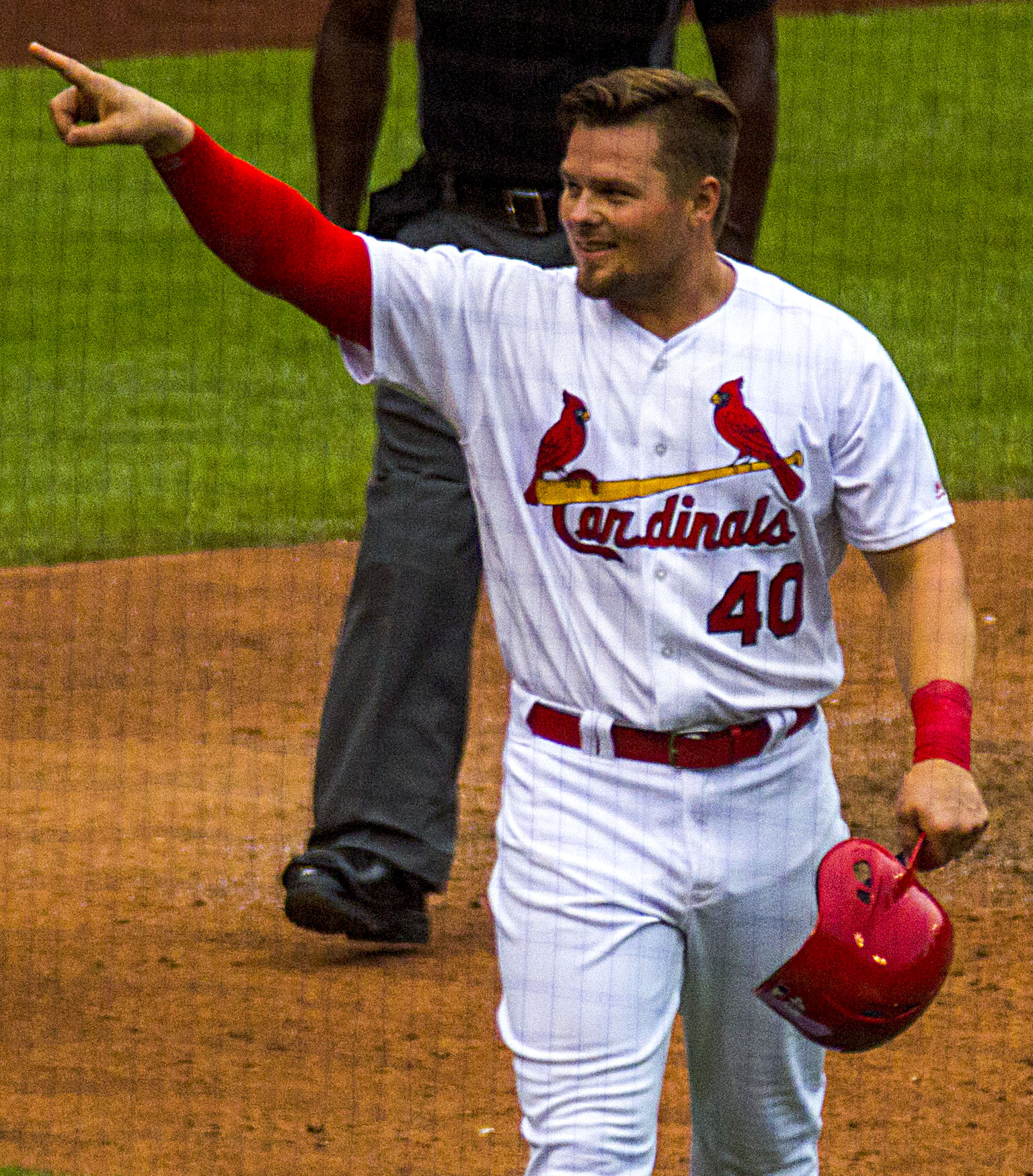
首度獲得先發的沃伊特

2013年美國職棒大聯盟選秀，紅雀隊在第22輪選進沃伊特。他從短期1A開啟職業生涯，隔年升上高階1A。2016年與2017年，他分別升上2A和3A。
2017年球季前半，沃伊特在小聯盟的打擊率為3成22，並敲出12轟與48分打點。他在6月25日登上大聯盟，並在首打席就因觸身球上壘。隔天他敲出大聯盟首安，並在7月3日敲出大聯盟首轟。該年他的打擊率為2成46，敲出4轟與18分打點。

### 紐約洋基

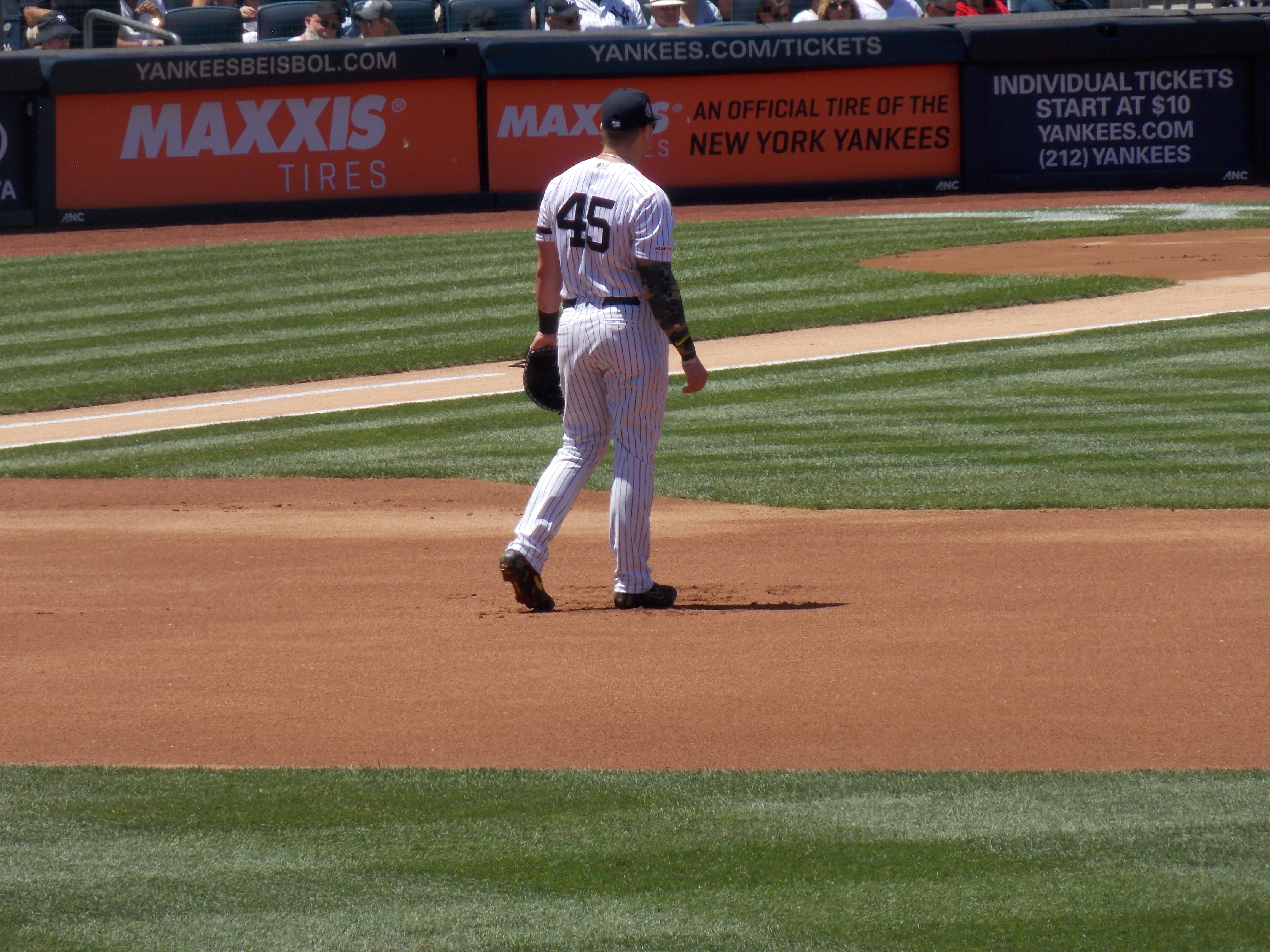
在一壘守備的沃伊特

2018年7月27日，洋基隊用Chasen Shreve和Giovanny Gallegos向紅雀隊交易沃伊特。8月2日，沃伊特登上大聯盟。不過他在前五場的打擊率僅1成88，隨後洋基又將他送回3A調整。8月21日，因為狄迪·葛雷格里斯受傷，因此沃伊特重返大聯盟。
之後沃伊特逐漸取代一壘手葛雷格·柏德的先發位置。他在9月20日敲出單季第10轟，成為該年洋基隊上第12位達成此成就的選手。10月1日，他在以打擊率4成58，敲出3轟與8分打點的成績拿下美聯單週最佳球員。該年他的打擊率為3成33，並敲出14轟與33分打點。
2018年美國聯盟外卡晉級賽，沃伊特成為洋基先發一壘手。而他在6局下擊出2分打點的三壘安打，最後洋基7比2贏球。這也是沃伊特生涯首度擊出三壘安打。
2019年4月29日，沃伊特以單週4成33打擊率再拿下一次美聯單週最佳球員。
2019年6月29日至8月29日，沃伊特因為疝氣而待在傷兵名單內。該年他的打擊率為2成63，而他這年對壞球的出棒率只有44.2%，為大聯盟最低。球季結束後，沃伊特便動了雙核肌手術。
2020年球季，因為球隊簽下自由球員格里特·柯爾，於是沃伊特將背號改為59號，同時也致敬他的弟弟。
2021年他從傷兵名單出發，5月11日復出。沃伊特在6月23日對陣皇家隊的賽事擊出個人生涯第一支再見安打，7月6日對水手更有單場5安的演出。不過由於持續因傷所困，洋基不得以必須在交易大限之前盤來一壘名將安東尼·瑞佐，填補沃伊特缺陣的打擊火力。他在2021年球季僅出賽68場，有11支全壘打。

### 聖地牙哥教士
洋基隊在2021年季後與安東尼·瑞佐續約，這進一步壓縮了沃伊特的地位與表現空間。他在2022年3月18日被交易至國聯西區的教士隊。

## 個人生活
沃伊特於2017年訂婚。他的弟弟約翰是美式足球的防守截鋒。而沃伊特從小就是紅雀隊的球迷。

## 參看
- 美國職棒大聯盟全壘打王

## 外部連結
- 球員資訊和成績在MLB ，ESPN ，Retrosheet ，Baseball Reference ，Baseball Reference (Minors) ，Fangraphs ，The Baseball Cube （英文）